# عبد المنعم عبد الرؤوف
الفريق طيار عبد المنعم عبد الرؤوف بسيم أبو الفضل من مؤسسى تنظيم الضباط الأحرار ولد في 16 مايو عام 1914 بحى العباسية بالقاهرة، كان إسلامي الاتجاه والفكر وانتمى إلى الاخوان المسلمين وشارك معهم في حرب عام 1948 وقام بتدريب المشتركين في الحرب من جماعة الإخوان المسلمين. شارك في ثورة 23 يوليو وقد حاصر قصر رأس التين واجبر الملك فاروق على التنازل عن العرش، تعرض للتضيق بسب حملة الرئيس جمال عبد الناصر على الاخوان مما ادى إلى خروجه من مصر عام 1955 , عاد إلى مصر سنة 1972 وصدر قرار جمهوري بإلغاء حكم الإعدام الصادر ضده عام 1954 , توفي بعد معناة طويلة مع المرض عام 1985.

## مولده ونشأته
ولد عبد المنعم عبد الرووف في 16 مايو 1914 بحى العباسية من والدين تربطهما صلة القرابة ومن بلدة صفط الحرية بمحافظة البحيرة ثم انتقلت أسرته للإقامة بحي السيدة زينب وكان والده ضابط في الجيش وفي عام 1928 توفي والده,
حصل على الشهادة الابتدائية عام 1928م، في اوائل عام 1929 بدأت مرحلة التعليم الثانوى فالتحقت بمدرسة بنباقادن الثانوية التابعة للأوقاف الملكية، وفي عام 1932 التحق بمدرسة الإسماعيلية وحصل على شهادة البكالوريا سنة 1935.

## التحاقه بالكلية الحربية
كان ضمن أحد عشر طالبا التحقوا بالكلية الحربية على قوة خفر السواحل ورسب في السنة الأولى ثم صدر إعلان للمدرسة الحربية عن الراغبين في الالتحاق بمدرسة الطيران العالى بألماظة وكان مازال راسبا في السنة الأولى وتقدم عدد كبير من طلبة الكلية الحربية وخفر السواحل للكشف الطبى ولم ينجح إلا ثلاثة من خفر السواحل رغم كبر سنهم وكان أحدهم، وقد أثبت خلال دراسته في المدرسة الحربية جدارة عالية في النشاط الرياضى حيث كان جيد في ألعاب كرة القدم والملاكمة والعدو ورمى القرص والرمح وسباق الفرسان لذلك أطلق عليه زملاؤه لقب «منعم الأسد». وفي فبراير عام 1938 تخرج من مدرسة الطيران العالى وبدأ عمله كطيار في محطة الدخيلة الجوية القريبة من ثغر الإسكندرية وكان كل اهتمامه أن يمتاز كطيار.

## بداية تعرفه على تنظيم الضباط الاحرار
وفي أوائل عام 1940 بينما كان يسير في شارع مراسينا بحى السيدة زينب (عبد المجيد اللبان الآن) التقي بالملازم ثانى محمد أنور السادات وتصافحا وتعانقا وهو من نفس دفعة عبد المنعم عبد الروؤف في المدرسة الحربية وكان من دعاتهم أيضا الفريق محمد عبد المنعم رياض وعضو مجلس قيادة الثورة فيما بعد البكاباشى أركان حرب (مقدم) زكريا محيي الدين والفريق أركان حرب محمد حافظ إسماعيل مستشار الأمن القومى لرئيس الجمهورية عام 1973 و الأستاذ يوسف السباعي وزير الثقافة والإعلام عام 1973 الذي اغتيل في مؤتمر الوحدة الإفريقية الآسيوية في قبرص. ودعاهم محمد أنور السادات إلى منزل أمه وهناك تناول الحديث عدة موضوعات منها: من كان وراء إخراج الفريق عزيز المصري رئيس هيئة أركان حرب الجيش؟!! وهل يوجد من سد هذا الفراغ في الجيش حاليا؟ ومن هو؟ وخرجوا من هذا الحوار بأن السبب في ذلك هو تسلط وسيطرة البعثة البريطانية والتي تعمل وتحرص على أن يظل الجيش المصري ضعيفا حتى لا يفلت من قبضتم. وتكرر اللقاءات مع محمد أنور السادات في بيته بجوار سينما الهلال بالسيدة زينب بعمارة رأفت على ناصية شارع الخليج المصري بشارع محمد قدرى باشا وصاحبه في إحدى هذه الزيارات اليوزباشى أركان حرب (نقيب) محمد رشاد مهنا على العرش بعد انقلاب 1952.

## نشاطه السياسي والوطني
أثناء دراسته الثانوية كوَّن مع بعض زملائه جمعية باسم «اليد الخفية» مارست انشطة معادية للاحتلال البريطاني. في 16/5/1941م قام مع زميله حسين ذو الفقار بتهريب الفريق عزيز المصري بطائرتهما للالتحاق بثورة رشيد عالي الكيلاني في العراق ضد الإنجليز، ولكن سقطت الطائرة بهم، وألقي القبض عليهم يوم 6/6/1941م، وأودعوا السجن حتى أفرج عنهم يوم 5/3/1942م بعد تغيير الحكومة، وصدر قرار بإعادته إلى الجيش في سلاح المشاة.

## الارتباط بالإخوان المسلمين
في عام 1942م تعرَّف على الإخوان المسلمين.. «بعد صدور قرار بإعادته إلى الجيش ذهب إلى إدارة الجيش بوزارة الحربية لاستلام بعض المبالغ المجمدة له بالوزارة منذ محاكمته وسجنه، وقابل الموظف المختص، والذي لم يعرف اسمه، ولكن استراح إليه وإلى أسلوب استقباله له بمودة ومحبة وأخوة، وفي أثناء جلوسه في مكتبه انتظارا لإنهاء موضوعه لمح على مكتبه جريدة مكتوبًا عليها (الإخوان المسلمون لسان الحق والقوة والحرية)، فسأل الرجل باستغراب: وهل يوجد في مصر مَن يعرف أو يعمل من أجل الحق والقوة والحرية؟ فأجاب الرجل: نعم الإخوان المسلمون، فطلب منه أن يُعرِّفه بهم فأعطاه عنوان المركز العام بالحلمية واسم الأستاذ البنا»، والتقى بالإمام البنا في زيارة حضرها الصاغ محمود لبيب والدكتور حسين كمال الدين وبدأ عبد المنعم في الحركة والاتصال بالضباط ودعوتهم فرديا للارتباط بالعمل الوطني لتحرير البلاد من الاحتلال وإصلاح الحكم الذي كان يرتع في الفساد.

## نموذج من حركته وتجميعه للضباط
يروي حسين حمودة أحد أفراد المجموعة الأولى من تنظيم الضباط الأحرار فيقول: "قدمت نفسي يوم 28/6/1943م للكتيبة الثالثة المشاة بألماظة، وكنت وقتئذ ضابطًا برتبة الملازم أول، وتصادف أن نقل إلى هذه الكتيبة اليوزباشي عبد المنعم عبد الرءوف، وحدث أثناء تناول الطعام مع الضباط في الميس أنه كان يجلس بجواري اليوزباشي عبد المنعم عبد الرءوف فأخذت أتجاذب معه أطراف الحديث، ومالبث أن همس في أذني أنه يريد التحدث معي على انفراد في موضوع بعد الغداء.
انفردت معه بالميس بعد انصراف الضباط، فقال عبد المنعم عبد الرؤوف لي إنه لاحظ اهتمامي الزائد بعملي وحرصي على تفوق سريتي في التدريب وتمسكي بمبادئ الأخلاق الكريمة، وأنه يود أن أزوره في منزله ليتحدث معي حديثًا أكثر حريةً، وأعطاني موعدًا مساء الجمعة.
ذهبت لمنزل عبد المنعم عبد الرءوف بالسيدة زينب، وتحدث معي حديثًا خلاصته أن مصر حالتها لا تسر أحدًا، وأن إنقاذ شعب مصر من الاحتلال البريطاني والحكم الملكي الفاسد لن يتأتى إلا بثورة مسلحة يتولاها ويدبر أمرها المخلصون من الشباب في الجيش والشعب فوافقته على ذلك الرأي. تلاقيت مع عبد المنعم كثيرًا حتى اطمأن لي واطمأننت له ووثق بي ووثقت به، فعرفني بشخصية من الشخصيات التي لها جهاد في سبيل مصر والإسلام تلك الشخصية العظيمة هي شخصية الصاغ محمود لبيب.
في عام 1944م بلغ عددهم سبعة من الضباط:
- يوزباشي: عبد المنعم عبد الرؤوف.
- يوزباشي: جمال عبد الناصر حسين.
- ملازم أول: كمال الدين حسين.
- ملازم أول : سعد حسن توفيق.
- ملازم أول : خالد محيي الدين.
- ملازم أول : حسين محمد أحمد حمودة.
- ملازم أول : صلاح الدين خليفة.

وبدأت اجتماعاتهم الأسبوعية المنتظمة في منازل أحدهم بالتناوب، وكانوا يتناولون دراسات إسلامية منتظمة ويدفعون اشتراكات شهرية تمثل مظهرًا من مظاهر الارتباط بالجماعة والتكافل فيما بينهم، واستمر حضورهم درس الثلاثاء بالملابس المدنية.

## الجهاد في فلسطين
شارك في الجهاد مع قوات المتطوعين في فلسطين والتي كان أغلبها من شباب الإخوان المسلمين وبعض رجال ليبيا والجزائر، والتي كانت قيادتها العامة لأحمد عبد العزيز وكانت الأوامر قد صدرت باعتبار المتطوعين قوات خفيفة الحركة تنتقل بسرعة أمام الجيش وتقوم بالأعمال الفدائية، فلما وصلت القوات إلى بلدة العوجة استقرت بها فصيلتان من الليبيين ومجموعتان من المتطوعين المصريين تحت قيادة البكباشي أركان حرب: زكريا الورداني الذي اختار موقع القيادة لنفسه في العوجة، ووجد أن قرية العسلوج محاطة بعدد من المستعمرات، وأن استيلاء اليهود عليها يهدد بقطع الطريق بين الخليل وبئر السبع (تأتي أهميتها من بئر المياه الموجود بها والطريق البري الممتد في وسطها إلى بئر سبع والخليل والقدس ونابلس وصفد حتى الناقورة) فأرسل اليوزباشي عبد المنعم عبد الرؤوف لاحتلالها واستخدامها قاعدة للقيام بعمليات فدائية ضد مستعمرات العدو وطرق تموينه. كان معه قوة من 74 متطوعًا منهم 20 جزائريًا و19 ليبيًا والباقون من متطوعي الإخوان المسلمين.. ثم سحب أحمد عبد العزيز معظم القوات التي تركها في العوجة وعسلوج إلى الخليل وبيت لحم.
قامت القوة بعمل كمائن ليلية ضد دبابات ومصفحات العدو وعمل نقاط ملاحظة للإبلاغ عن تحركات العدو أولاً بأول، كما قامت باحتلال الموقع المشرف على الطريق البري الرابط بين العوجة وبئر السبع.. وكذلك قامت القوة باحتلال مئذنة المسجد الوحيد بالقرية، ورابطت فيه قوة من حملة القنابل اليدوية لضرب أي تجمعات للعدو تنجح في التسلل للقرية.في أواخر مايو أرسلت قيادة المتطوعين أمرًا بإرسال المتطوعين الجزائريين وعددهم عشرون جنديًا إلى مقر القيادة في بيت لحم، وامتنعت قوات المتطوعين الليبيين عن المشاركة في القتال لرغبتهم في اللحاق بالقوات الجزائرية.
في أول يوم من أيام الهدنة غدر اليهود كعادتهم وقاموا مساء يوم 11/6/48 بالهجوم على القرية، واشتبكت معهم قوات كمائن المتطوعين، واستطاعوا تدمير 11 مصفحة يهودية بمن فيها، وقام الإخوة الثلاثة المرابطين بالمئذنة بقذف قوات العدو بالقنابل اليدوية مما سبب له خسارة كبيرة في الأفراد. واستمرت المعركة حتى الفجر، ثم انسحبت باقي القوة إلى العوجة حيث مركز المتطوعين. وذهب الأبطال الثلاثة الذين كانوا بالمئذنة شهداء في سبيل الله بعدما قاموا بتفجير مخزن الذخيرة بعد دخول قوات اليهود فيه وامتلائه بهم. (مذكرات عبد المنعم عبد الرءوف – ص 54-59).

## مع المجاهدين في القنال
كان يعمل في كتيبة بالقرب من السويس، ولم يتأخر في دعم ومعاونة قوات الفدائيين من الإخوان بكل ما يستطيع في شجاعة وتضحية أشاد بها مؤرخو هذه الفترة من الإسلاميون ككامل الشريف في كتابه القيم (المقاومة السرية في قناة السويس).

## المشاركة في ثورة يوليو
في صباح يوم 26/7/1952م قام بمهاجمة وحصار قصر رأس التين بالإسكندرية، وأرغم الملك على التنازل عن العرش ومغادرة البلاد. في 28/7/1952م رجع إلى القاهرة وشارك في حصار قصر عابدين. في يوم 1/8/1952م صدر قرار بنقله إلى كتيبة أخرى لإبعاده عن القاهرة. في 2/10/1952م أبعد إلى فلسطين، ورغم إبعاده فقد قام بعمل بطولي هام إذ قام بتدريب أعداد ضخمة من أبناء فلسطين تدريبًا عسكريًا مركزًا، وكوَّن منهم قوات مقاتلة على درجة عالية من الكفاءة، شاركت بعد ذلك في مواجهة العصابات الصهيونية.

## التضييق عليه
في 17/12/1953م صدر قرار بإحالته إلى المعاش. في 18/1/1954 تمَّ اعتقاله وأودع في السجن الحربي حتى 18/2/1954م؛ حيث نقل إلى سجن الأجانب تمهيدًا لمحاكمته. في 17/4/1954م عقد مجلس عسكري عالي لمحاكمته، وأثناء المحاكمات قام عبد القادر عبد الرؤوف شقيق عبد المنعم عبد الرؤوف بتهريبه، واختفى داخل مصر لمدة عام تقريبًا.

## الخروج من مصر
في عام 1955م تمكن من مغادرة البلاد والهجرة إلى لبنان ثم انتقل منها إلى الأردن حتى عام 1959م، ثم انتقل إلى تركيا وأقام بها حوالي ثلاث سنوات ثم رجع إلى لبنان عام 1962م وظل مقيمًا بها طوال فترة غيابه عن مصر.

## العودة إلى مصر
عاد إلى مصر يوم 12/9/1972م، وكان في استقباله بالمطار وزير الداخلية ممدوح سالم، وقابل الرئيس أنور السادات يوم 2/11/1972م بمنزله بالجيزة، وصدر بعدها قرار جمهوري بإلغاء حكم الإعدام الصادر ضده عام 1954م في عهد عبد الناصر، بقى مقيمًا في مصر لم يغادرها إلا لأداء فريضة العمرة عام 1978م

## وفاته
أصيب الفريق عبد المنعم عبد الرؤوف بشلل نصفي ونقل إلى مستشفى المعادي، ثم أمر الرئيس السادات بنقله للعلاج في فرنسا؛ حيث أجريت له عملية جراحية هناك، ثم عاد إلى مصر، وعاش معاناةً طويلةً مع المرض حتى وفاته التي كانت يوم الأربعاء 31/7/1985م.

## وصلات خارجية
- صفحة الفريق عبد المنعم عبد الرؤوف على موقع اخوان ويكي.
- مذكرات الفريق عبد المنعم عبد الرؤوف بعنوان أرغمت فاروق على التنازل عن العرش.